# 鼓楼广场

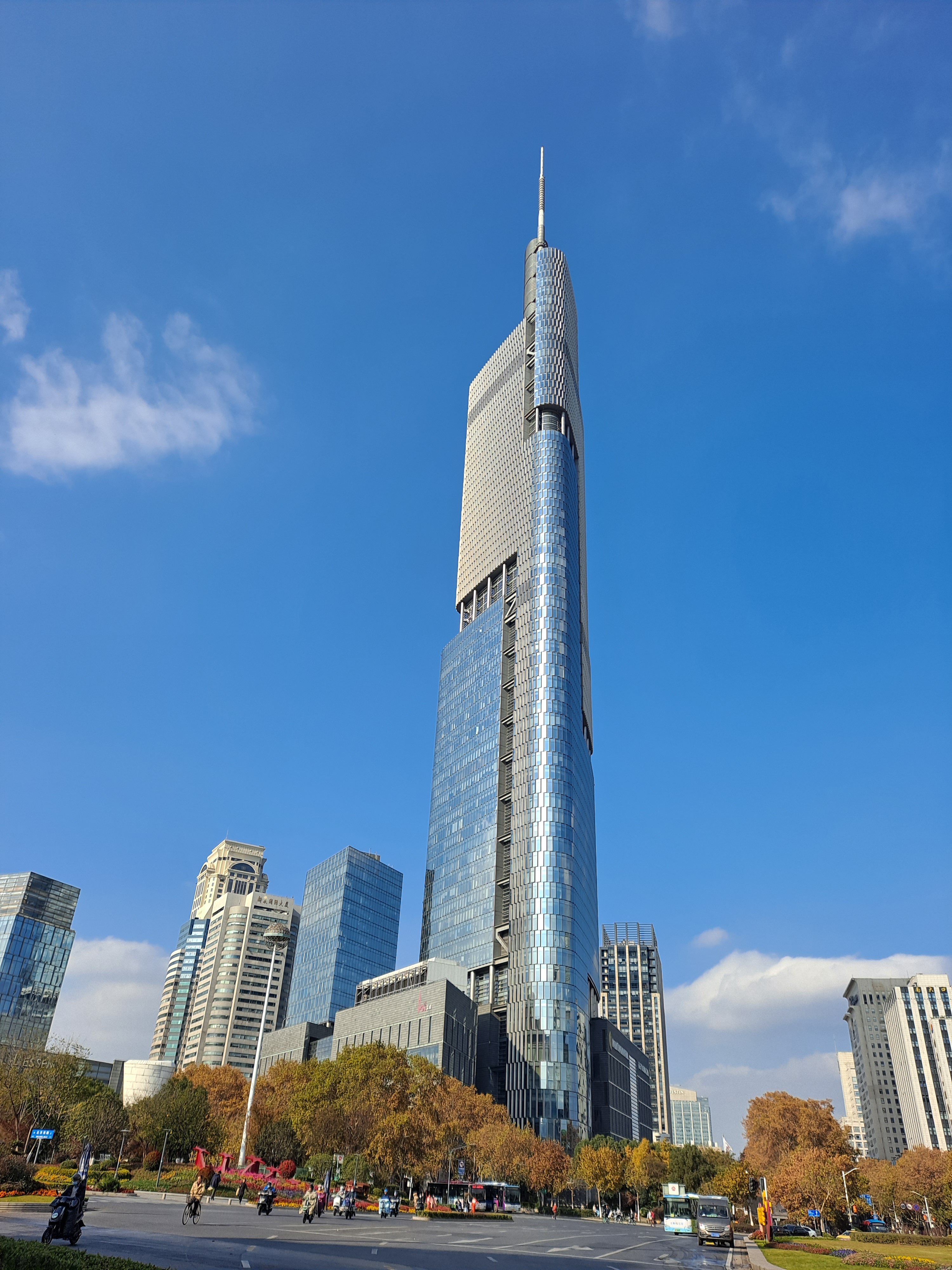
鼓楼广场

鼓楼广场是江苏省南京市的主要城市广场之一，1959年开辟北京东西路的同时修建，有中山路、中山北路、中央路(以上三条干道开辟于民国年间）、北京东路和北京西路五条干道在此交汇，形成南京市的交通枢纽。曾经作为南京市大型集会和活动的场所，其名称来源于其西侧的南京鼓楼。1989年八九民运在南京爆发后，鼓楼广场曾多次被示威者作为集会的地点。